# Malá Studená dolina

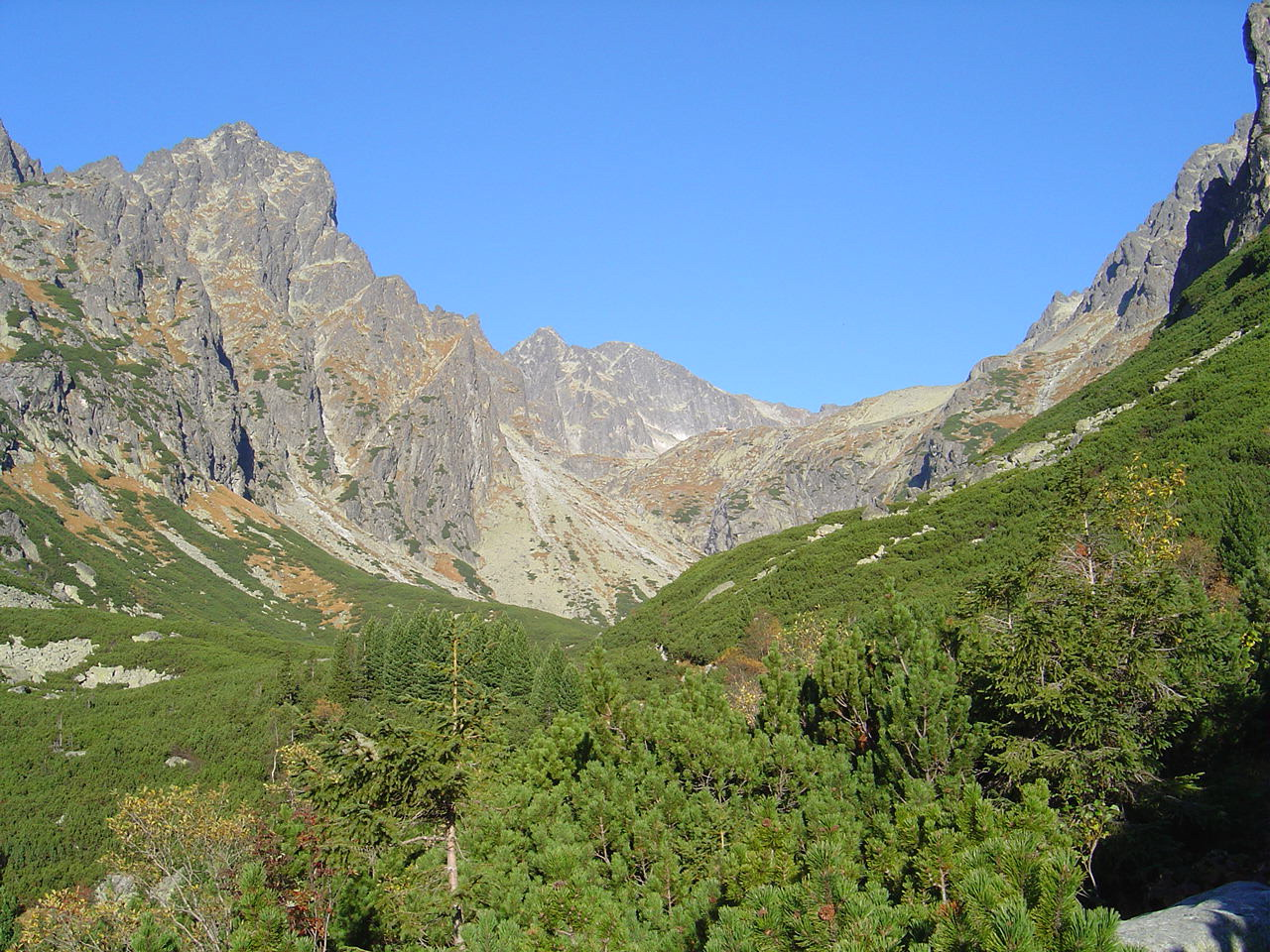
Malá Studená dolina

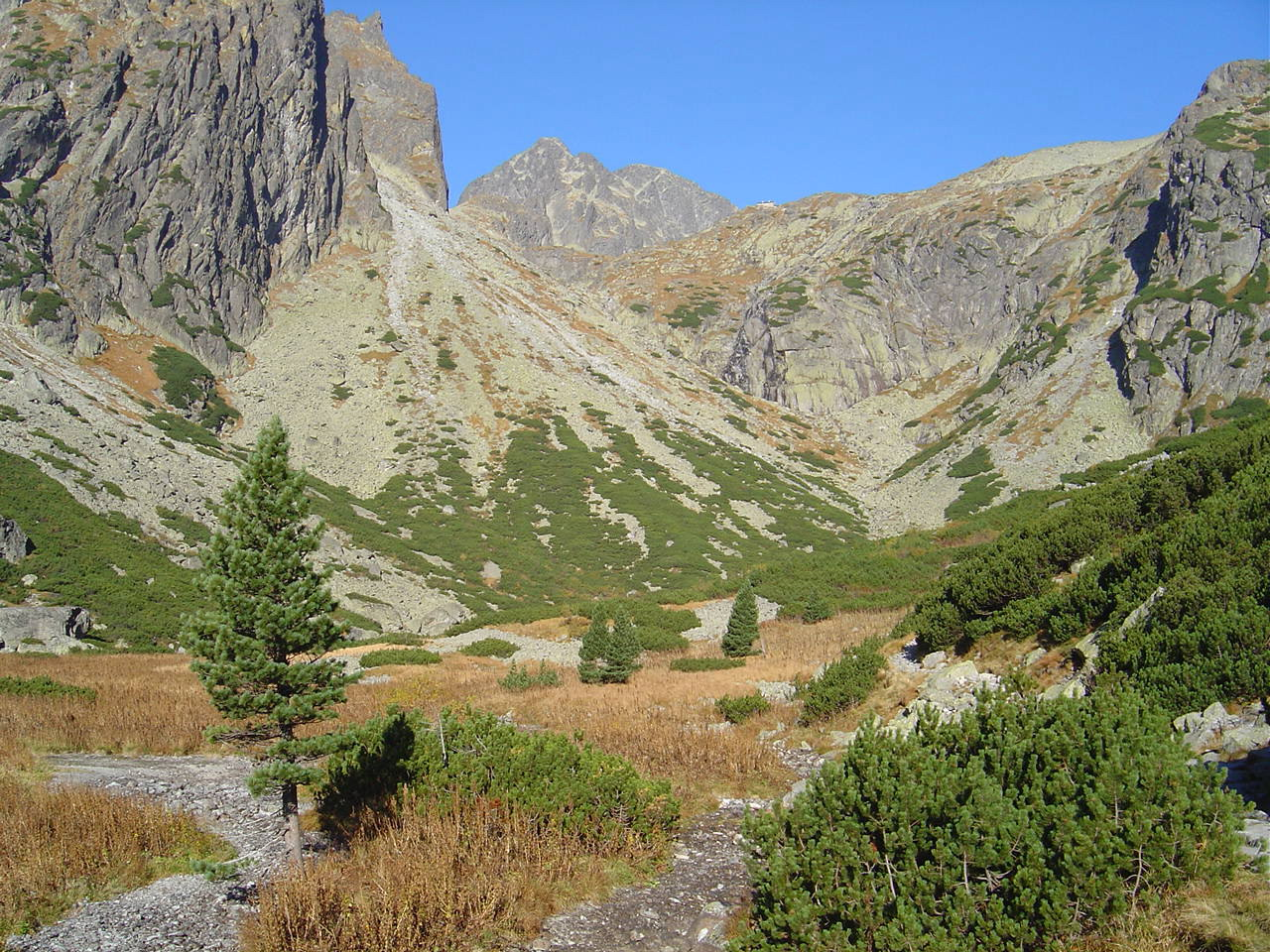
Malá Studená dolina a Téryho chata

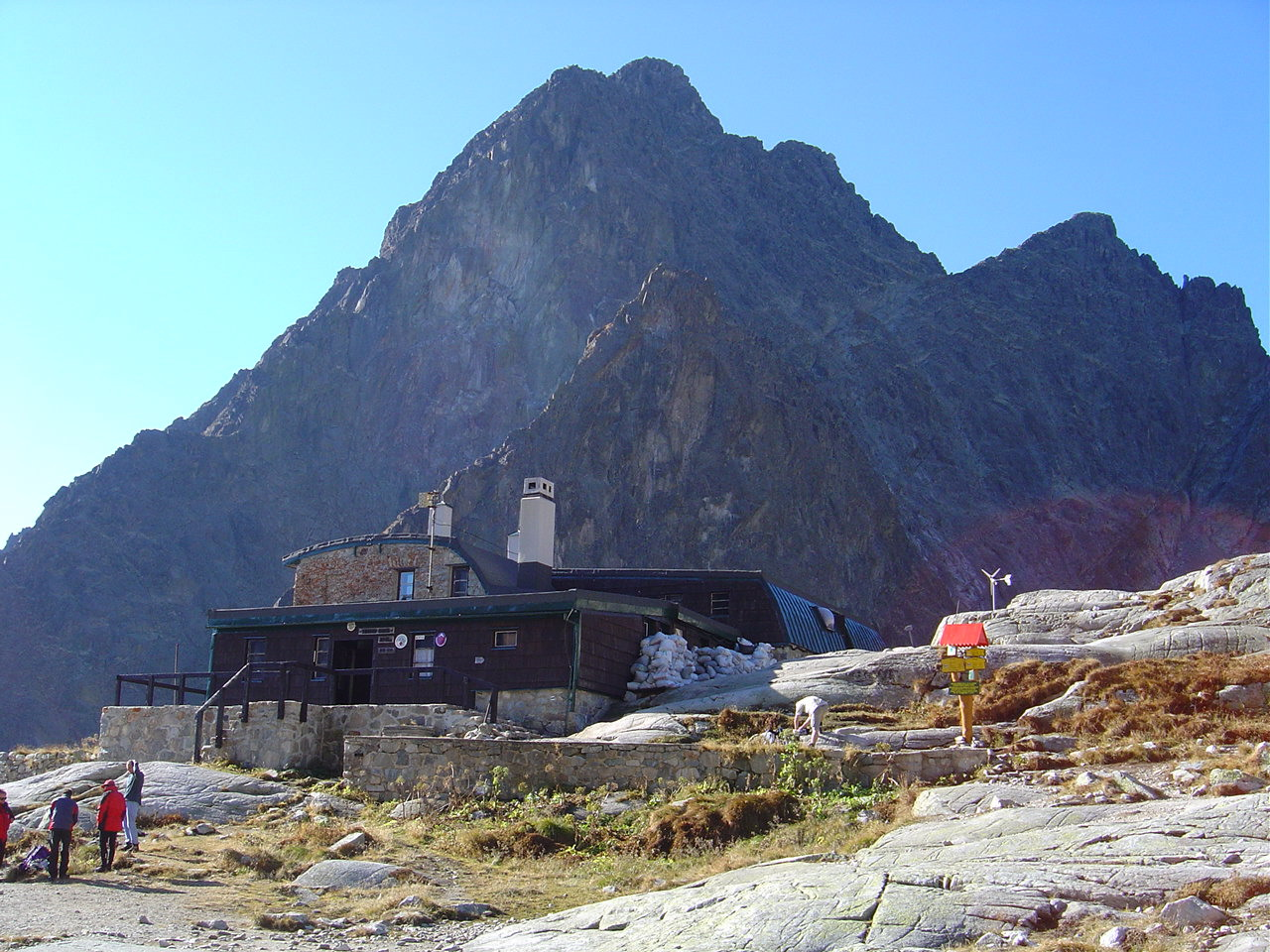
Téryho chata

Malá Studená dolina je terasovité údolí nacházející se ve slovenské části Vysokých Tater. Jeho délka činí přibližně 4,5 km. Z východní strany je ohraničeno Lomnickým sedlem a ze západu Prostředním hřebenem, který ho odděluje od Velké Studené doliny. V jeho závěru se nachází Kotlina Pěti Spišských ples, kterou ohraničuje masiv Ledového štítu (2627 m). Údolí protíná Malý Studený potok.

## Flóra a fauna
Pro Malou Studenou dolinu je typická alpinská vegetace. Z dřevin mají největší zastoupení borovice, ať už v podobě kosodřeviny, nebo borovice limby. Vyskytují se i listnaté dřeviny, nejčastěji v podobě křovinných porostů. Pro vyšší polohy jsou charakteristické alpinské louky. Typickými představiteli místní fauny jsou kamzík horský a svišť horský.

## Turistika
Malá Studená dolina patří mezi nejnavštěvovanější údolí ve Vysokých Tatrách. Lákadlem je zde kromě pěší turistiky i horolezectví (Žltá stena a Žltá veža), ale i skialpinismus (Dolinka pod Sedielkom). Ubytovací a sociální služby poskytuje Téryho chata. Z přírodních krás nejvíce přitahuje Pět Spišských ples.

### Přístup
Východištěm do Malé Studené doliny je Zamkovského chata, ke které je možné se dostat z Hriebienka po červené značce . Od Zamkovského chaty vede chodník  mírným stoupáním až po Velký hang pod Prostředním hrotem, kde se stoupání zvyšuje a pokračuje až k Téryho chatě.
Od Téryho chaty pokračují dvě turistické značky:
- zelená: je pokračováním cesty od Zamkovského chaty. Pokračuje podél Prostředního Spišského plesa přes Pfinnovu kopu do Dolinky pod Sedielkem, odkud prudce stoupá k Modrému plesu a následně přes sedlo Sedielko prochází do Zadní Javorové doliny a končí v obci Tatranská Javorina. Turistická cesta je obousměrná.

- žlutá: kopíruje zelenou značku po Dolinku pod Sedielkem, odkud prudce stoupá k Priečnému sedlu. V tomto úseku je nezbytné použít pomocné řetězy. Od Priečného sedla postupně klesá k Střeleckým a Sivým plesám až k Zbojnické chatě. Turistická cesta je od roku 2013 obousměrná.